# Beth Shriever
Bethany Shriever, née le 19 avril 1999 à Leytonstone quartier du nord-est de Londres (Royaume-Uni), est une coureuse cycliste britannique concourant en BMX. Elle est sacrée championne olympique de BMX aux Jeux olympiques d'été de 2020. Elle est également championne du monde de BMX en 2021, 2023 et 2025.

## Carrière
En 2016, Bethany Shriever remporte la médaille d'argent du contre-la-montre des Championnats d'Europe derrière la Néerlandaise Merel Smulders et la médaille d'argent en contre-la-montre junior aux Championnats du monde. L'année suivante, elle remporte les Championnats du monde junior.
Aux Jeux olympiques d'été de 2020, elle remporte la médaillée d'or du BMX racing devant la Colombienne Mariana Pajón en 44 s 358.

## Palmarès en BMX

### Jeux olympiques
- Tokyo 2020
  -  Championne olympique de BMX
- Paris 2024
  - 8e de la finale du BMX

### Championnats du monde
- Medellín 2016
  -  Médaille d'argent du championnat du monde de BMX cruiser juniors
- Rock Hill 2017
  -  Championne du monde de BMX juniors
- Papendal 2021
  -  Championne du monde de BMX
- Glasgow 2023
  -  Championne du monde de BMX
- Copenhague 2025
  -  Championne du monde de BMX

### Coupe du monde
- 2018 : 9e du classement général, vainqueur d'une manche
- 2021 : 27e du classement général
- 2022 : 3e du classement général, vainqueur d'une manche
- 2023 : 2e du classement général, vainqueur de quatre manches
- 2024 : 4e du classement général

### Championnats d'Europe
- Vérone 2016
  -  Médaillée d'argent du contre-la-montre en BMX
- Dessel 2022
  -  Championne d'Europe de BMX
- Valmiera 2025
  -  Championne d'Europe de BMX

### Coupe d'Europe
- 2017 (juniors) : 2e du classement général
- 2019 : 5e du classement général
- 2023 : 5e du classement général, vainqueur de deux manches

### Championnats de Grande-Bretagne
- 2017
  -  Championne de Grande-Bretagne de BMX
- 2018
  -  Championne de Grande-Bretagne de BMX
- 2019
  -  Championne de Grande-Bretagne de BMX

## Distinctions
En 2022, elle est récompensée lors des Laureus World Sports Awards dans la catégorie "sportif extrême de l'année".